# Орам (Северна Каролина)
Орам (енгл. Orrum) град је у америчкој савезној држави Северна Каролина.

## Демографија
По попису из 2010. године број становника је 91, што је 12 (15,2%) становника више него 2000. године.
| Група             | 2000.      | 2010.      |
| Белци             | 63 (79,7%) | 49 (53,8%) |
| Афроамериканци    | 12 (15,2%) | 24 (26,4%) |
| Азијати           | 0 (0,0%)   | 0 (0,0%)   |
| Хиспаноамериканци | 0 (0,0%)   | 13 (14,3%) |
| Укупно            | 79         | 91         |